# Beta Aurigae
Beta Aurigae ou β Aurigae, em português Beta do Cocheiro, também chamada 34 Aurigae ou, ainda, Menkalinan ou Menkalina, é uma estrela binária na direção do Cocheiro. 
Possui uma ascensão reta de 05h 59m 31.77s e uma declinação de +44° 56′ 50.8″. 
Sua magnitude aparente é igual a 1.90. Considerando sua distância de 82 anos-luz em relação à Terra, sua magnitude absoluta é igual a −0.10. Pertence à classe espectral A2V. É uma estrela variável algol.